# Szotirisz
A Szotirisz görög eredetű férfinév, jelentése megmentő (a szótér - megmentő, megváltó - Zeusz főisten jelzője volt). Magyarországon 2021-ben vették fel az anyakönyvezhető utónevek listájára.

## Gyakorisága
2022-ben nem szerepel a 100 leggyakoribb férfikeresztnév között.

## Névnap
ajánlott névnap
- augusztus 6.[3]

## Híres Szotiriszek
- Szotírisz Kaiáfasz (1949 –) aranycipős, ciprusi válogatott labdarúgó
- Szotírisz Vorjiász (1953 –) görög nemzetközi labdarúgó-játékvezető
- Szotírisz Kirjiákosz (1979 –) görög válogatott labdarúgó
- Szotírisz Nínisz (1990 –) görög-albán labdarúgó

## További keresztnevek
- Magyar névnapok listája dátum szerint
- Magyar névnapok listája betűrendben